# Raffles City Chongqing
Raffles City Chongqing — комплекс з восьми хмарочосів, що будується у китайському місті Чунцін. Шість будівель сягають 250 м заввишки, дві будівлі — 354 м. На чотирьох хмарочосах на висоті 250 м розташований горизонтальний хмарочос «Crystal» завдовжки 300 м. Ширина «Crystal» — 32,5 м, висота — 26,5 м. Хмарочос «Crystal» утворює так званий небесний міст, і є другим найвищим у світі небесним мостом після аравійського Бурдж аль-Мамлака. У хмарочосі знаходяться оглядова галерея, небесні сади, пейзажний басейн і різні ресторани. Весь комплекс спроектував ізраїльський архітектор Моше Сафді, автор схожого сінгапурського проекту Marina Bay Sands. Будівництво почалося у 2013 році. Відкриття відбулося 6 вересня 2019 року, а 15 червня 2020 року споруда відкрилася для відвідувачів.